# Ermita de la Virgen de Loreto (Bejís)
La ermita de la Virgen de Loreto de Bejís, en la comarca del Alto Palancia, provincia de Castellón, España,  es un templo católico que está catalogado como Bien de Relevancia Local con código identificativo: 12.07.022-002, según consta en la Dirección General de Patrimonio Artístico de la Generalidad Valenciana.

## Historia
La ermita se ubica en el centro de la población, en una plazuela que tiene por nombre “Plaza de la Virgen de Loreto”. Justo enfrente se puede contemplar el Portal de Bejís, vestigio de las puertas de acceso a la población cuando ésta presentaba muralla, en época medieval.
El edificio data de finales del siglo XVII y principios del siglo XVIII. La imagen de la Virgen de la Cueva Santa que se encuentra en la hornacina de la fachada no es la original, ya que ésta fue destruida en 1936; la actual data de 1939, y tiene una factura distinta.

## Descripción
La ermita (precedida por un pequeño patio cerrado con murete y verja) es de fábrica de mampostería y sillería angular, es decir, las esquinas del edificio están reforzadas con bloques de piedra o sillares. Además, presenta contrafuertes exteriores, así como una puerta de entrada adintelada.
La fachada, de líneas barrocas, presenta forma de retablo, tiene puerta adintelada,  de formas rectas,  y decorada con bolas en el primer cuerpo. El segundo cuerpo, de menor tamaño,  presenta una hornacina en arco de medio punto,  también adintelada en líneas rectas, rematada con frontón semicircular. En su interior se abriga la imagen de la Virgen de la Cueva Santa.
Presenta como remate de la fachada una espadaña construida en mampostería con revoque, formada por un cuerpo semicircular, con adornos de bolas y veleta de forja. En ella hay una sola campana, María Lauretana, obra del fundidor Cristóbal García. Está datada en el año 1763, y tiene un diámetro de 66 centímetros y un peso de 166 quilogramos.
La cubierta exterior es a dos aguas y rematada con teja.
Interiormente presenta planta de la nave única,  dividida en cuatro tramos o crujías. En la nave central la cubierta es una bóveda de cañón con lunetos. Mientras que la sacristía (de menor altura, adosada al testero con tejado independiente) presenta una cubierta de bóveda vaída.
Presenta decoración consistente en un zócalo de azulejos (de Alcora y datados en el siglo XVI) con temas vegetales, frutos, flores y hojas, que recorre toda la planta. Además de medallones al óleo del siglo XVI con las historias gloriosas, situados en los tramos de la bóveda.